# Spastische Parese
Die spastische Parese ist eine unvollständige Lähmung (Parese), bei der im Gegensatz zur schlaffen Lähmung eine Spastik mit erhöhtem Muskeltonus (Muskelhypertonie), gesteigerten Muskeleigenreflexen und Störungen der Feinmotorik.
Ursache ist in der Regel eine Schädigung des 1. Motoneurons (UMN).
Diesem Krankheitssymptom liegen beim Menschen hauptsächlich zugrunde:
- Infantile Zerebralparese
- Hereditäre spastische Paraplegie

Mit „Spastischer Parese“ wird auch eine seltene Erkrankung bei Tieren, meist bei Hausrindern, seltener bei Hausziegen bezeichnet. Hier besteht eine fortschreitende spastische Kontraktion des Musculus gastrocnemius, eventuell weiterer Muskeln. Bei der klassischen Form ist der M. gastrocnemius betroffen BSP-G (Bovine spastische Parese - Gastrocnemius), bei atypischen Formen der Musculus quadriceps femoris BSP-Q oder weitere Muskeln BSP-M.